# Ben Morton
Benjamin W. Morton, plus connu sous le nom de Ben Morton (né le 28 août 1910 à Sheffield dans le Yorkshire du Sud, et mort en novembre 1962), est un joueur de football anglais qui évoluait au poste d'attaquant.

## Palmarès
| Manchester United - Championnat d'Angleterre D2 (1) : - Champion : 1935-36. |  | Swindon Town - Championnat d'Angleterre D3 : - Meilleur buteur : 1938-39 (28 buts). |